# اونچوکاتل
اونچوکاتل (به لاتین: Unchukatl) یک منطقهٔ مسکونی در روسیه است که در شهرستان لاکسکی واقع شده‌است.